# 寒林寺
23°40′43″N 120°28′51″E / 23.678655°N 120.480842°E
寒林寺，舊稱萬人爺廟，是位於臺灣雲林縣斗南鎮北銘里、台一線旁的地藏庵，有祭祀乙未戰爭他里霧之役陣亡的義軍。

## 歷史沿革
地方長老陳奎牛等人倡議蒐集遺骸，地方人士於1902年為乙未戰爭他里霧之役陣亡的義軍建祠。當年的建廟地名義上為公有地。因死難者姓名、生辰多不可考，遂以「大眾爺」稱呼。為怕日人破壞，廟名取「萬人爺廟」，但後來遭日本政府拆遷。1940年10月，廟方管理人曾清慕把一筆廟地捐贈給斗南街役場，但後來實際依然由廟方使用。

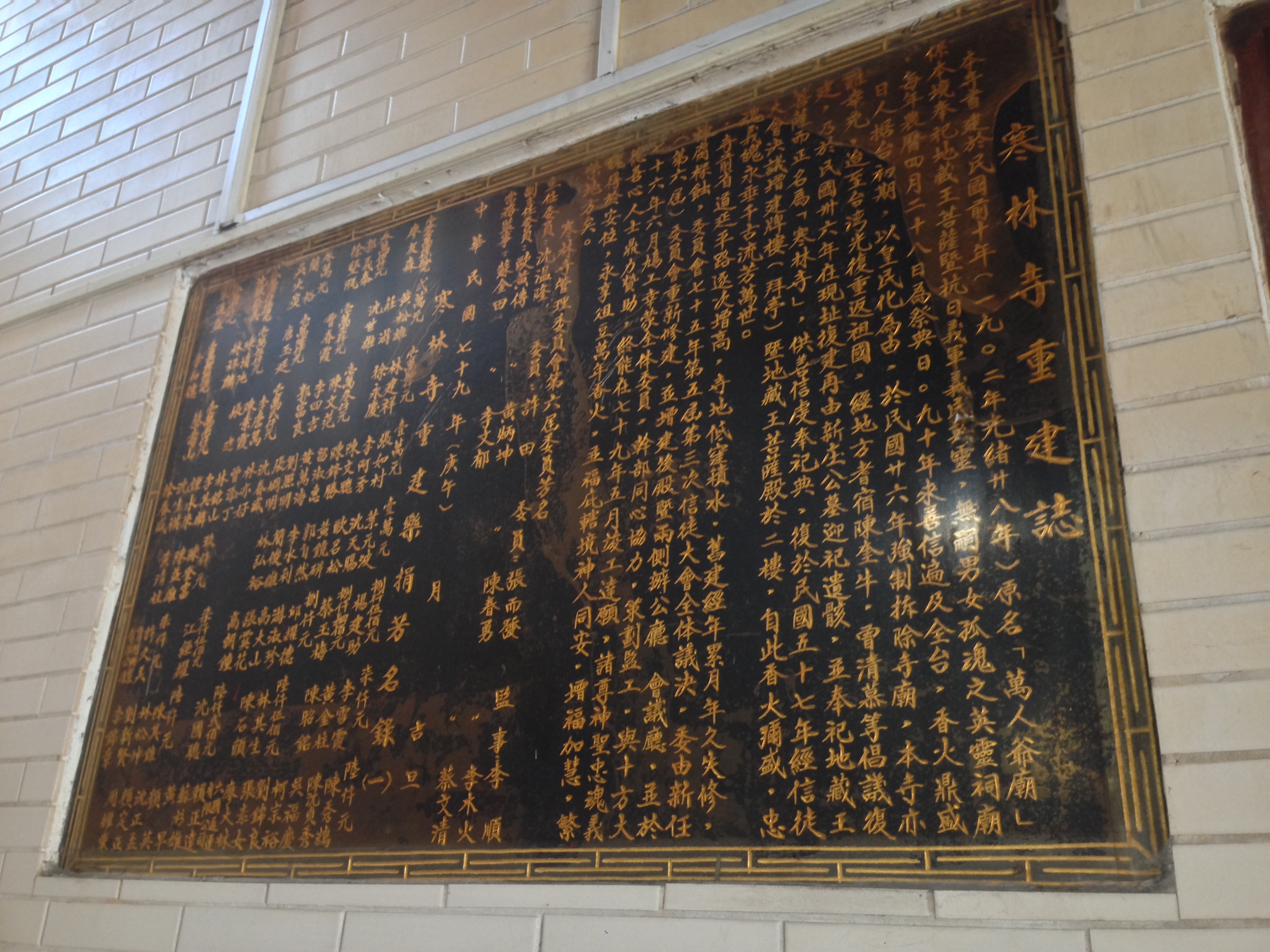
寺誌有寫1937年被拆，1947年重建時取名為「寒林寺」，並以地藏王菩薩為主祀。

戰後，陳奎牛、曾清慕等人再度發起將遺骸遷回原地安奉，並奉祀地藏王菩薩為主神，命名為「寒林寺」。於1947年重建。寺址在斗南鎮北銘里，台一線的中正路一號。
在1953年報導時，記者描寫此寺在斗南鎮郊外靜僻處，四邊樹木競美，綠樹成蔭，還形容寺貌「儼然好像是個有錢人家的別莊」。神殿正廳懸有「真靈顯赫」、「靈光庇民」等匾。有一大眾爺公偶像，以及參差不齊的墳碑。大門對聯為「扶直綱常，不計死生期有濟，保全社稷，永昭祀典報孤魂」
1985年10月，斗南鎮公所簽訂同意書，同意寺方續使用公有地。
2004年，負債累累的斗南鎮公所在清查鎮有土地標售時，發現寒林寺所在處的土地登記所有權為鎮公所，遂發函給寺方要求拆屋還地，並向法院提出追繳5年新台幣259萬元的使用費。一上任就被鎮公所催討200多萬元租金的寒林寺主委廖隆盛，就拜訪耆老，拿出過去的同意書，獲得最終勝訴。2008年，台南高分院推翻鎮公所一審勝訴的判決，判定無理由要求寺方給付補償金，土地所有權為鎮公所。
為解決兩筆寺地問題，原先計畫寺方捐贈鎮公所3000萬元，然後鎮公所再把該些土地贈與寒林寺。待鎮公所正要執行這項建議時，卻發現該寺只有管理委員會，非財團法人，依法，公所無法贈地給寒林寺，只好以標售土地解決。斗南鎮公所強調，是因該兩筆土地多次被審計部糾正，以公開標售方式處分是不得已。為了讓寺方能買回土地，鎮長黃福窮反公告現值加三成的慣例，直接用公告現值3076萬元當成底價，但2009年7月28日無他人投標，甚至寺方也不標，最終以流標收場。
後來，行政院新頒定法規，才讓鎮公所可以贈送寺地。拍賣寺地的事件，還成2009年選舉時，斗南鎮長候選人張勝雄抨擊爭取連任的鎮長黃福窮的話題。

## 祭祀活動
逢農曆四月廿八祭祀日，寺方會舉行數天的廟會活動。在1953年新聞時，就說香火鼎盛，祭祀一年花費達數千萬元新台幣。1999年雲林縣縣長補選時，張榮味提出將此祭典規畫為雲林縣的特色節慶活動之一，以吸引觀光客。
祭祀日舉行的義民忠魂祭典，東仁、西岐、南昌、北銘、中天等五個里居民會設席宴客。信眾認為當日登門吃飯客人愈多，下一年度必會愈賺錢，所以數天前即開始向食客預約，甚至發紅帖以示誠意。信眾會在門前分發香皂、毛巾，拜託民眾進來吃；有些人發塑膠袋給食客，任由客人裝餐回家。
祭祀日的流水宴可逾萬桌。還曾發生過二百多名食客吃完返家後發生上吐下瀉、發燒等症狀，分別送至附近醫院救治，遂登上了新聞。

## 外部連結
- 官方网站